# تقسیم اقلیدسی

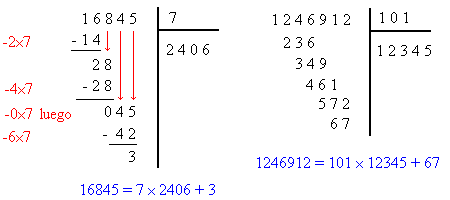
تقسیم اقلیدسی

به ازای اعداد صحیح a و b که b مخالف صفر باشد، اعداد صحیح یکتایی مانند q و r وجود دارند به طوریکه: 
{\displaystyle a=bq+r}
{\displaystyle 0\leqslant r<b}
(در این تعریف، q را خارج قسمت، r را باقی‌مانده، a را مقسوم و b را مقسوم‌علیه می‌نامند)

## اثبات
در واقع در اثبات قضیه، مجموعه {a−|b|q>0:q∈Z}{a−|b|q>0:q∈Z} را در نظر میگیریم و نشان می دهیم که غیر تهی است و دارای کوچکترین عضو است و کوچکترین عضو آن را با rr نمایش می دهیم. یعنی به ازای عددی صحیح qq داریم r=a−b|q|r=a−b|q| . اگر r>|b|r>|b| در اینصورت r−b=a−b(q+1)r−b=a−b(q+1) که بنابر تعریف عضوی از مجموعه ی بالا است. اما r−|b|<rr−|b|<r که این با کوچکترین عضو بودن rr در تناقض است. پس باید r≤|b|r≤|b| .
برای دومی هم فرض کنیم که یکتا نباشند یعنی
a=bq+r0≤r<|b|
a=bq+r0≤r<|b|
a=bq′+r′0≤r′<|b′|
a=bq′+r′0≤r′<|b′|
اگر r≠r′r≠r′ پس می توانیم فرض کنیم r′>rr′>r
در اینصورت r′−r=|b|(q−q′)r′−r=|b|(q−q′) یعنی |b||r′−r|b||r′−r و لذا b≤r′−rb≤r′−r . در حالیکه از 0≤r<|b|,0≤r′<|b′|0≤r<|b|,0≤r′<|b′| نتیجه می شود r′−r<|b|r′−r<|b| که تناقض است. پس r′=rr′=r و لذا |b|(q−q′)=0|b|(q−q′)=0 و چون b≠0b≠0 پس q−q′=0q−q′=0 لذا q=